# Bílé límečky
Bílé límečky je označení sociální třídy administrativních pracovníků, manažerů, právníků, auditorů, specialistů, zprostředkovatelů, apod. Pojem se v angloamerickém světě používá přinejmenším od roku 1910; autorem je patrně americký spisovatel Upton Sinclair.

## Související pojmy
Za komunistického režimu získal pojem pejorativní význam. Migraci bílých límečků se říká vzdělaná migrace nebo odliv mozků. Souvisejícími, avšak opačnými pojmy, jsou modré límečky (dělnické profese), resp. růžové límečky (typicky ženská zaměstnání); označení pracovníků podle barvy jejich límečků, resp. košil již dnes nicméně nevypovídá o jejich pracovním zařazení. Používá se i pojem kriminalita bílých límečků; která označuje sofistikovanou a vysoce organizovanou hospodářskou trestnou činnost.